# Casa Milà

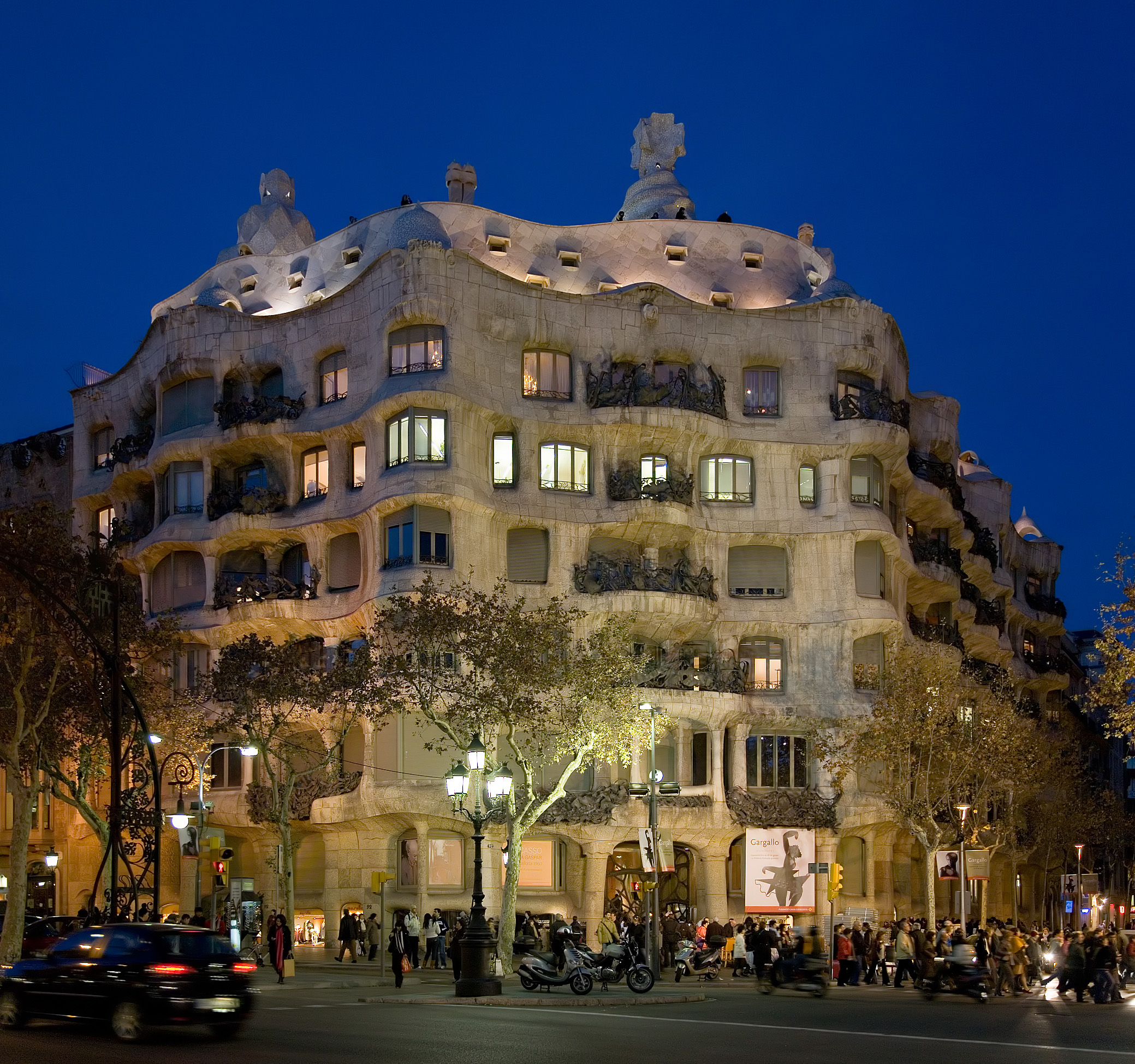
Casa Milà ao lusco-fusco

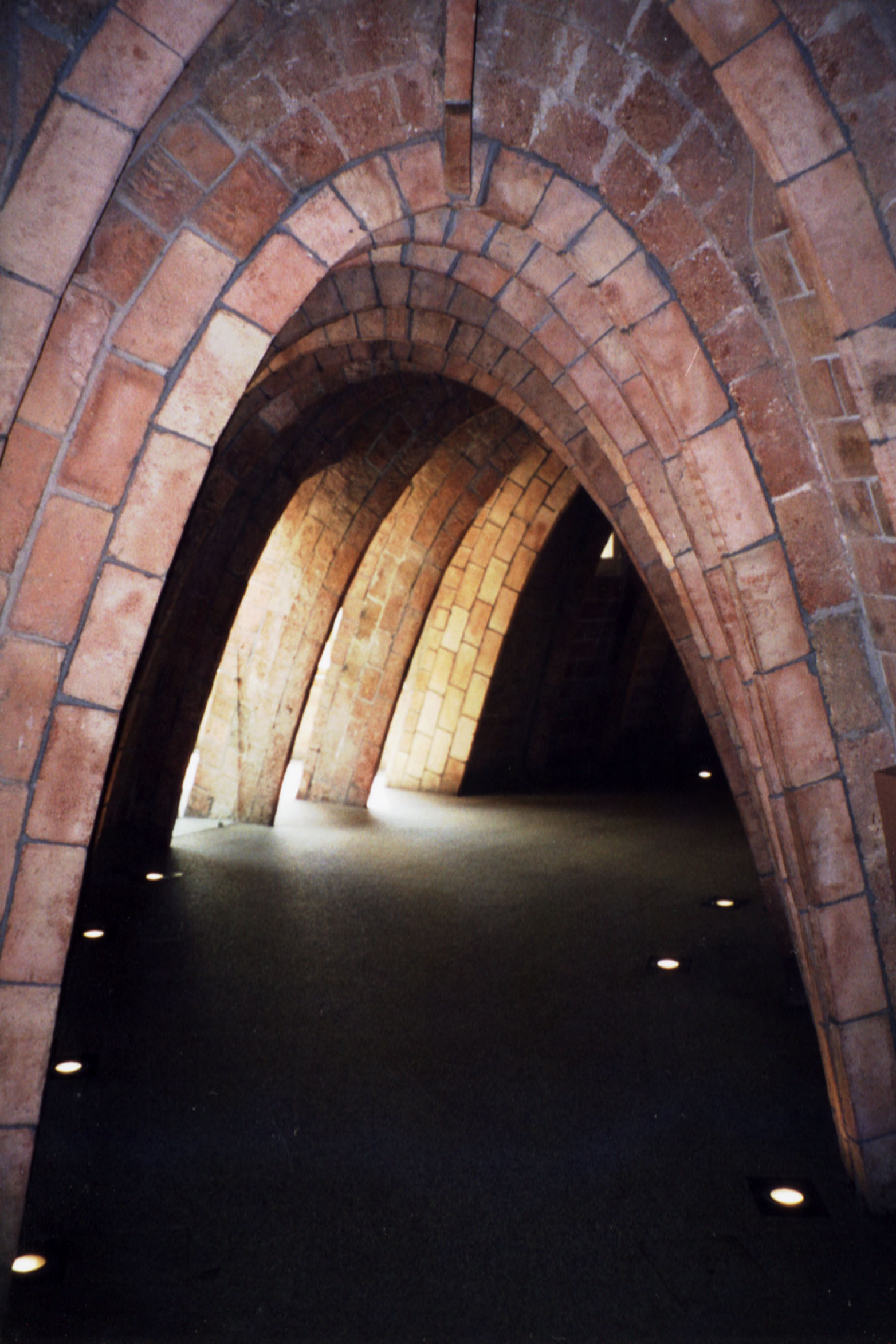
Arcos catenários sob o terraço da Casa Milà.

A Casa Milà, também conhecida como La Pedrera (em catalão:  A Pedreira), é um edifício desenhado pelo arquitecto catalão Antoni Gaudí e construída entre os anos 1905 e 1907. Está situada no número 92 do Passeig de Gràcia (passeig é catalão para "promenade" ou "avenida") no bairro  Eixample de Barcelona, Catalunha, Espanha.

## História
Foi construída para Roger Segimon de Milà. É parte do Património mundial da UNESCO, juntamente com outras obras de Antoni Gaudí. Desde 2013, o proprietário do equipamento é a base Catalonia La Pedrera, que é responsável pela organização de exposições, actividades e visitas.
Em 2019 tem apenas um morador permanente.

## Características
O edifício não possui quaisquer linha reta. A maioria das pessoas considera-o magnífico e arrebatador; alguns dizem que se parece a ondas de lava ou a uma duna de areia. O edifício parece desafiar o nosso conceito de arquitectura convencional. O aspecto mais impressionante é a cobertura, com uma aparência quase lunar ou de sonho.
O edifício pode ser considerado mais uma escultura do que um edifício convencional. Os críticos salientam a ausência de preocupação com a utilidade, mas outros consideram-no como arte. Os habitantes da cidade da altura consideravam-no feio, daí a alcunha de "pedreira", mas hoje em dia é um dos marcos da cidade.
Pode ser comparado com as pareces íngremes com que as tribos africanas constroem as suas habitações, semelhantes a cavernas. A fachada ondulada, com largos poros, lembra um praia ondulante de areia fina, formada, por exemplo, por uma duna. Os favos feitos por abelhas atarefadas também salta à ideia do observador que olha para os altos e baixos, semelhantes a cobras, que percorrem o edifício inteiro.
A Casa Milà foi o predecessor de alguns edifícios com uma aparência biomórfica semelhante:  
- Torre Einstein em Potsdam, desenhada por Erich Mendelsohn
- Museu Solomon R. Guggenheim em Nova Iorque, desenhado por Frank Lloyd Wright
- Chapelle Notre Dame du Haut, Ronchamp, França, desenhada por Le Corbusier
- Hundertwasserhaus e outras obras do arquitecto austríaco Friedensreich Hundertwasser
- Disney Concert Hall em Los Angeles, por Frank Gehry

São efectuadas exibições gratuitas no primeiro andar frequentemente, que também permite a oportunidade de ver o desenho interior. O acesso aos apartamentos e ao telhado requer o pagamento de uma taxa.

## Casa Milà nosmedia
Uma cena de Professione: reporter, um filme realizado por Michelangelo Antonioni, foi filmada no telhado do edifício.
A Casa Milà é o lar de Edmond Kirsch em A Origem, de Dan Brown.

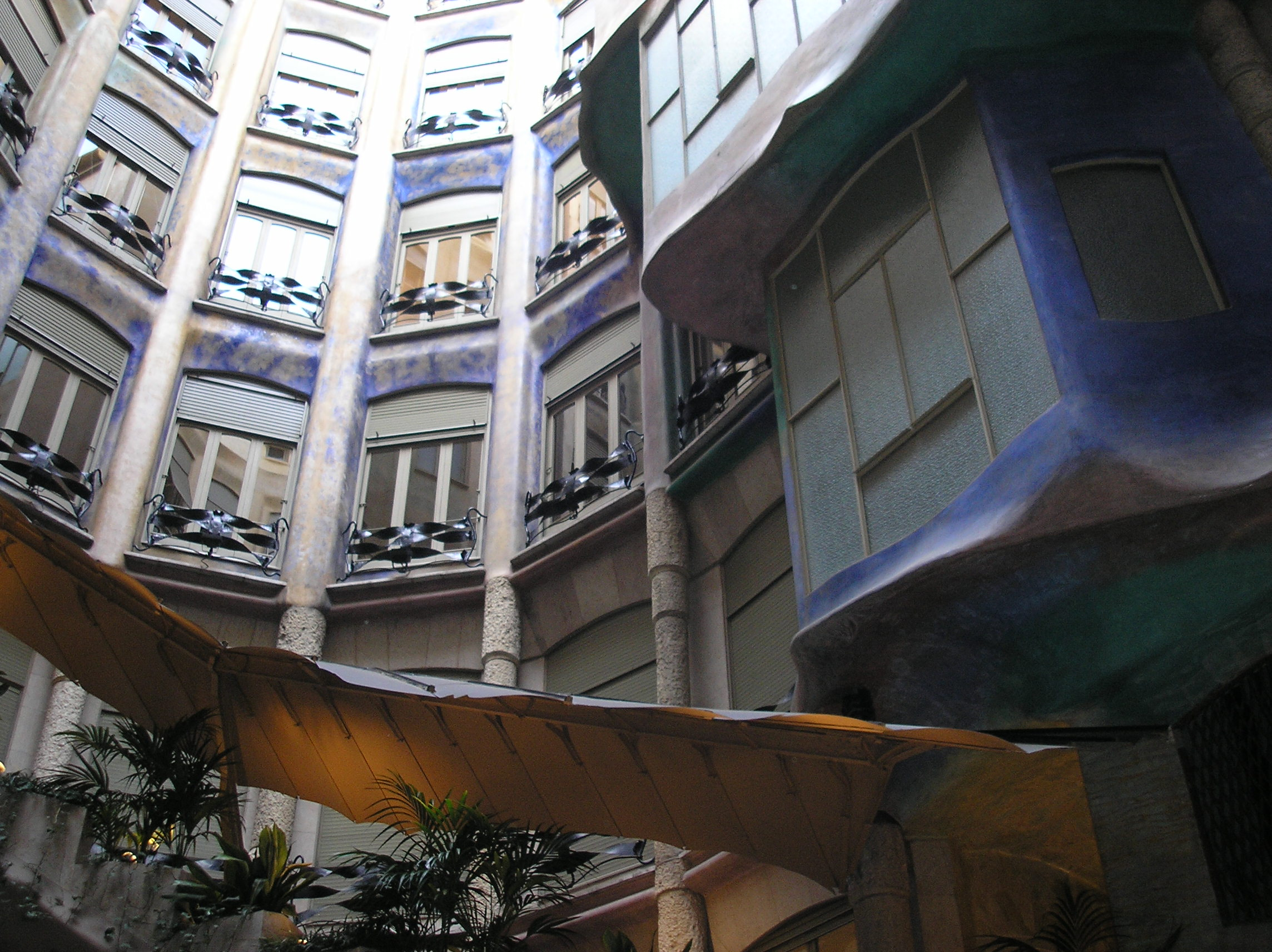
Iluminação interior natural
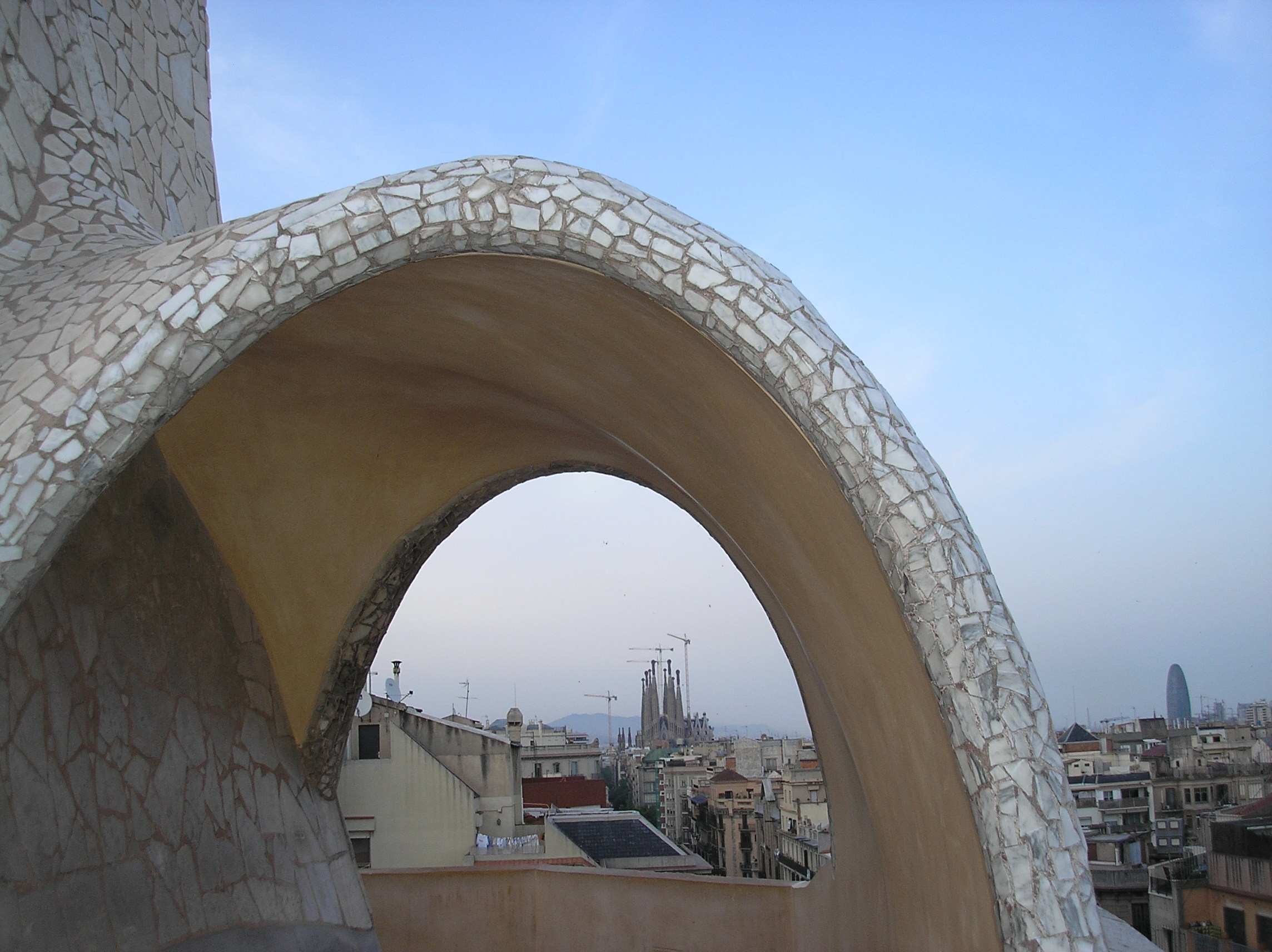
A Sagrada Família vista da Casa Milà
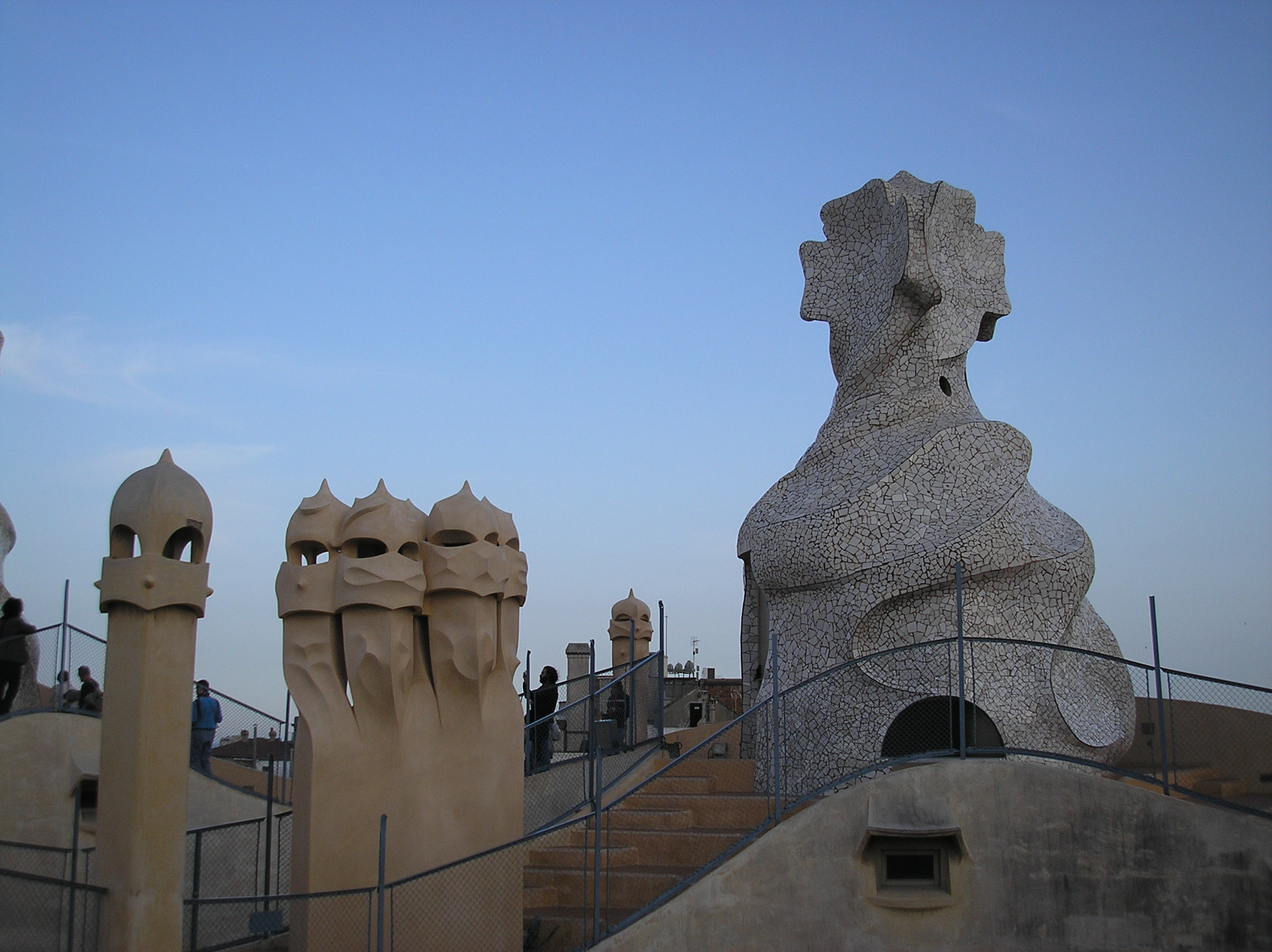
As chaminés únicas
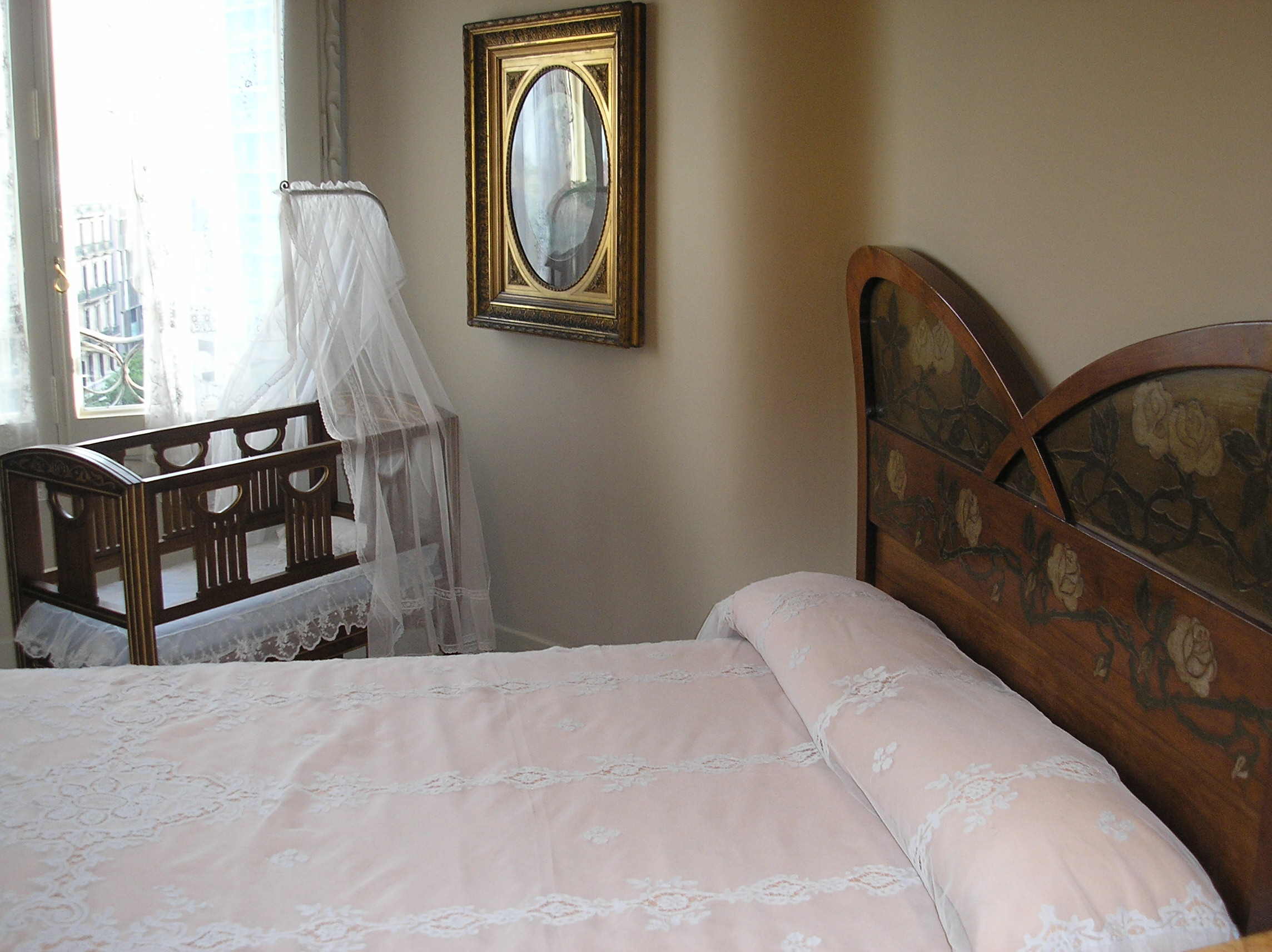
Um quarto - estilo Art déco
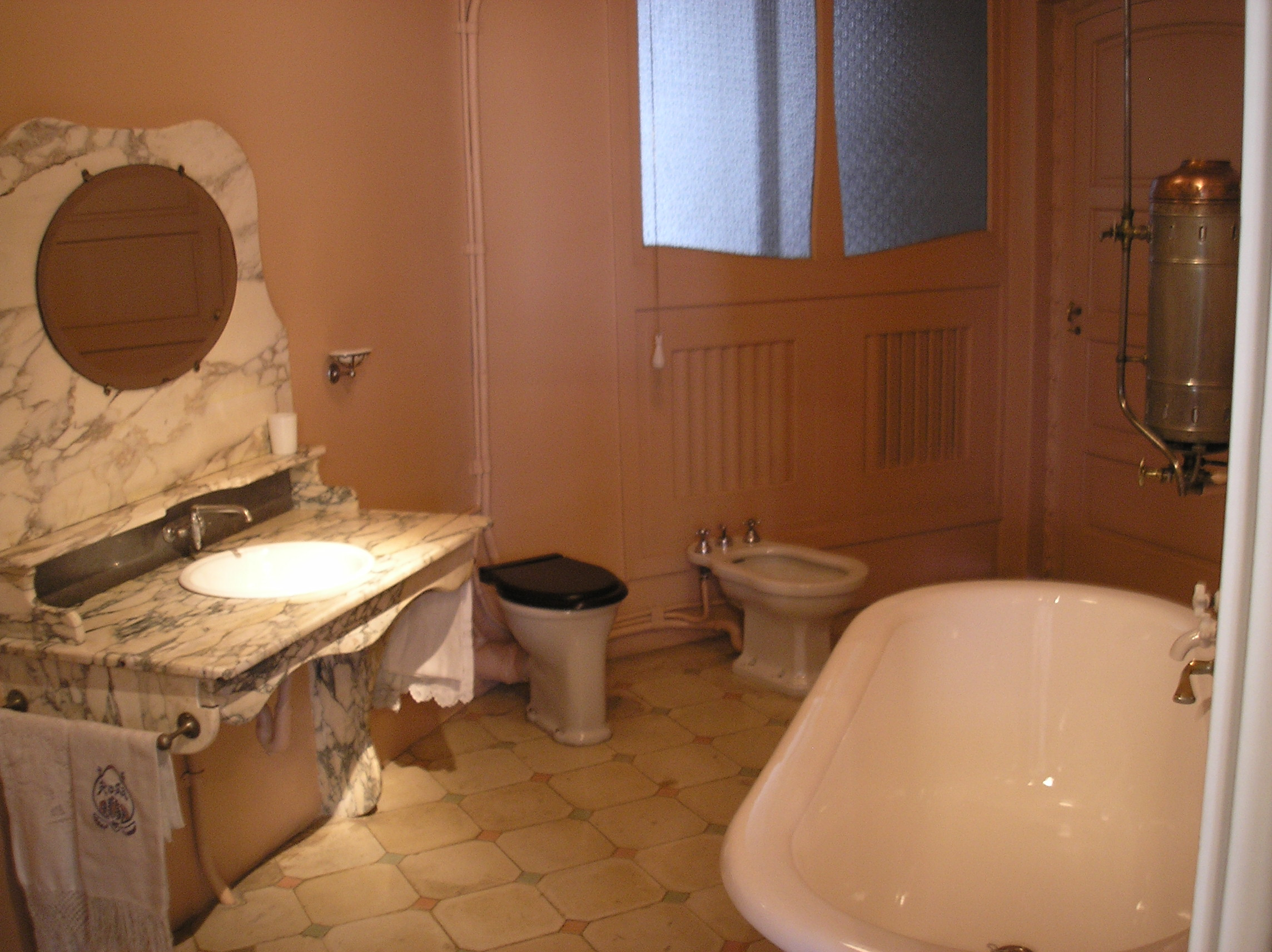
Uma casa de banho - estilo Art déco
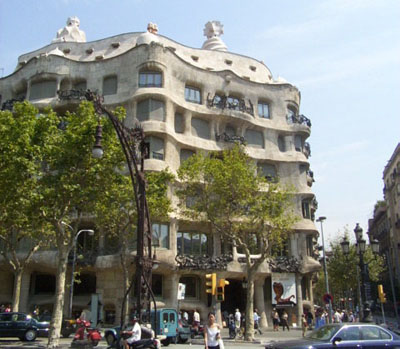
Casa Milà durante o dia